# Pius Ikedia
Pius Nelson Ikedia (Lagos, 11 de julho de 1980) é um ex-futebolista nigeriano que atuava como meio-campista. Jogou quase toda a carreira no futebol holandês.

## Carreira
Ikedia fez parte do elenco da Seleção Nigeriana de Futebol, nas Olimpíadas de 2000.